# Bos buiaensis
Bos buiaensis — вимерлий вид великої рогатої худоби. Вид відомий зі скам'янілостей черепа віком мільйон років, знайдених на археологічних розкопках Буя, Еритрея в 2003 році. Її зібрали екскаваторами з понад сотні осколків.
Скам'янілості, знайдені в Буйї, мали ширший і міцніший череп, ніж ті, що були знайдені у скам'янілостей Pelorovis oldowayensis і Pelorovis turkanensis, але вони були меншими за черепи тура. Як і скам'янілості Pelorovis, він має менш виражене заочноямкове звуження, ніж у скам'янілостей Bos acutifrons. Передня сторона очних западин розташована над заднім краєм останнього моляра. Ця особливість характерна для скам'янілостей Pelorovis sensu stricto. Хоча його морда така ж висока і широка, як у тура. Його роги простягаються назад, а потім вигинаються назовні, потім вперед і вгору. Докази людської діяльності також були знайдені на цьому місці, вказуючи на те, що люди їдять бика з самого початку людського роду. Інший екземпляр Bos buiaensis був знайдений в районі Буя. Ця скам'янілість містила майже повний нейрочереп із збереженими потиличною та тім'яною кістками, а також неушкодженими рогами. Його риси були схожі на скам'янілість Буя 2003 року. Одну скам'янілість Bos buiaensis було розкопано в Гешер-Бенот-Яаков.
Скам'янілості демонстрували характеристики стародавніх плейстоценових скам'янілостей африканського Pelorovis і євразійського тура. Через ці спільні характеристики деякі дослідники вважали його хроновидом, що доводить еволюцію африканського роду Pelorovis у сучасний рід Bos. Приклади цього виду, виявлені в таких районах, як Гешер Бенот Яаков, можуть свідчити про те, що він розвинувся в Африці, а потім поширився на північ.
Це тлумачення було піддано критиці іншими вченими. У той час як кладограми демонструють численні морфологічні подібності між скелетами Pelorvis і Bos, більш детальний морфологічний аналіз припустив, що ці істоти є більш відмінними. Вказуючи, що вони біологічно не пов'язані. У всіх видів Bos роги загнуті вгору, а у деяких видів вперед. Однак у скам'янілостях Pelorvis серцевини рогів спрямовані назад. Крім того, у черепах Pelorvis значно менше заочноямкових звужень, ніж у черепів тура. П'ясткові кістки Pelorvis значно коротші та міцніші, ніж у Bos. Очні ямки черепів Pelorvis також відрізняються від черепів Bos. Такі морфологічні відмінності означають, що види не є близькими спорідненими. Вчені стверджують, що якби африканський вид Bos buiaensis був предком усіх сучасних євразійських видів биків, це означало б, що ці тварини еволюціонували в Африці, а не в Азії. Проте генетичні дані свідчать про те, що сучасні види биків еволюціонували в Азії. Скам'янілості також демонструють присутність биків у Євразії до часу існування Bos buiaensis. Це демонструє, що бики вже були присутні в цій місцевості у світі і не могли еволюціонувати від міграції Bos buiaensis.